# 聖体の論議
『聖体の論議』（せいたいのろんぎ、イタリア語: La disputa del sacramento}、あるいは、Disputa）は、イタリアのルネサンス期の画家ラファエロの絵画。1509年から1510年にかけて制作されたもので、バチカンの使徒宮殿にある、今日ではラファエロの間として知られる一角の部屋をフレスコ画で装飾するという依頼に対して、最初に手がけられた作品であった。当時、この部屋は署名の間と称されていた教皇の私設図書室で、使徒座署名院最高裁判所の法廷ともなっていた。
この作品は、日本語では『秘跡の論議』、あるいは、『教会の勝利』 などとして言及されることがある。

## 名称
この作品の名称とされている『聖体の論議 (La disputa del sacramento)』は、二次的に付けられたものである。「祭壇の聖体」をめぐる神学者たちの「論議」の絵に最初に言及したのは、1550年のジョルジョ・ヴァザーリで、他の絵画作品について言及した最後に簡単に言及しただけであった。現在も使用されている名称は、17世紀中葉から徐々に優勢なものとなってきたが、専門的な文献では、一貫して批判されている。

## 内容
この絵画の中に、ラファエロは天上と地上の両方にわたる場面を創り出した。画面の上方では、光背に囲まれたキリストが、左右に祝福された聖母マリアと洗礼者ヨハネを従えるデイシスの配置で描かれている。さらにその上方の最上部には父なる神が天使たちとともに描かれている。
天上界には、このほかにも様々な聖書の登場人物が描き込まれており、左端に座り鍵を握っているペトロ、その隣で裸の胸をむき出しにしているアダム、右端に座り本と剣を持つパウロ、右側で光の角を帯びて十戒が刻まれた石板を持つモーセなどが両側に描かれている。キリストの足元には、白い鳩の姿に表象された聖霊が配され、その両脇にはプットたちが四つの福音書を開いて掲げている。
その真下、画面の下段中央には、祭壇の上に聖体顕示台が置かれている。祭壇の両側には、神学者たちが描かれ、聖変化をめぐって論議している。キリストの身体、血、魂、神性が聖餐に宿ることについて、教会を代表する人々が論じているこの場面には、いずれも古代末期ないし中世前期の人物であり、光背にそれぞれの名が書き込まれた4人の教会博士たち、すなわち、教皇グレゴリウス1世とヒエロニムスが祭壇の左側に、アウグスティヌスとアンブロジウスが右側にそれぞれ着座している。加えて、いずれもルネサンス期のイタリアの人物である、教皇ユリウス2世、教皇シクストゥス4世、サヴォナローラ、ダンテ・アリギエーリらも描き込まれている。シクストゥス4世は金色の教皇服をまとって画面の下段にいる。そのすぐ後ろには、赤い衣をまとい、詩人としての偉大さを象徴する桂冠を被ったダンテがいる。
署名の間に描かれた霊界は、当時の様々な著作や絵画の精神世界を表現しているが、このフレスコ画の詳細な構成において、ラファエルには助言を求める相手がいたものと思われる。近年では、ヴィテルボのエギディウスが、直接、間接に、着想の源として採用されていたと考えられている。

## 描かれた人物

### 天上

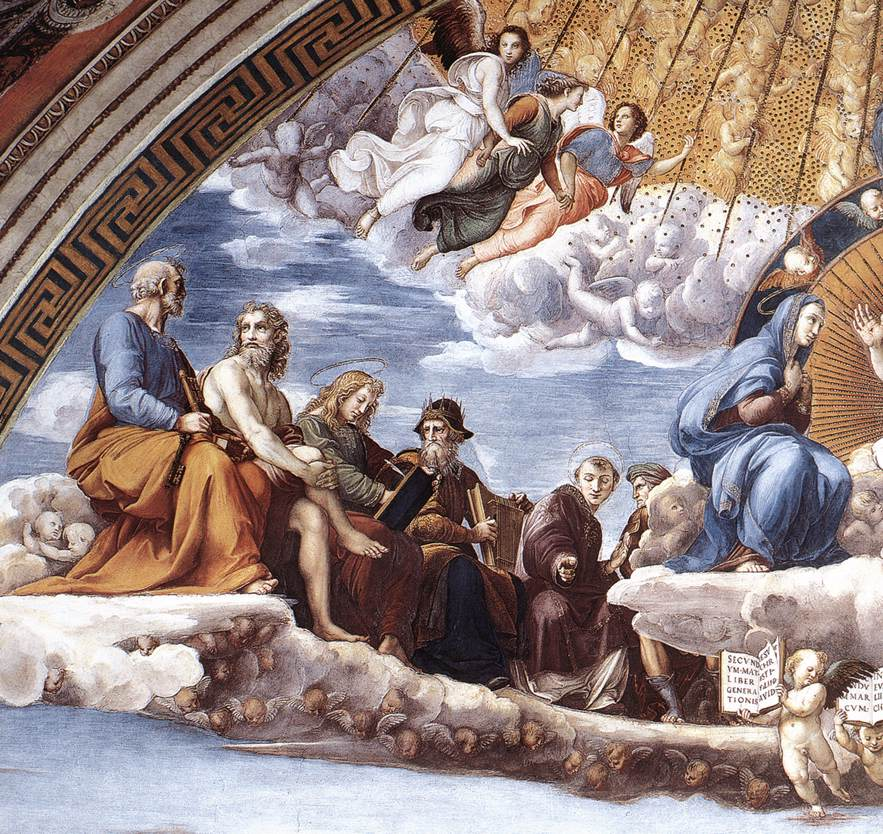
（左から）ペトロ、アダム、使徒ヨハネ、ダビデ、ラウレンティウス、ソロモン。

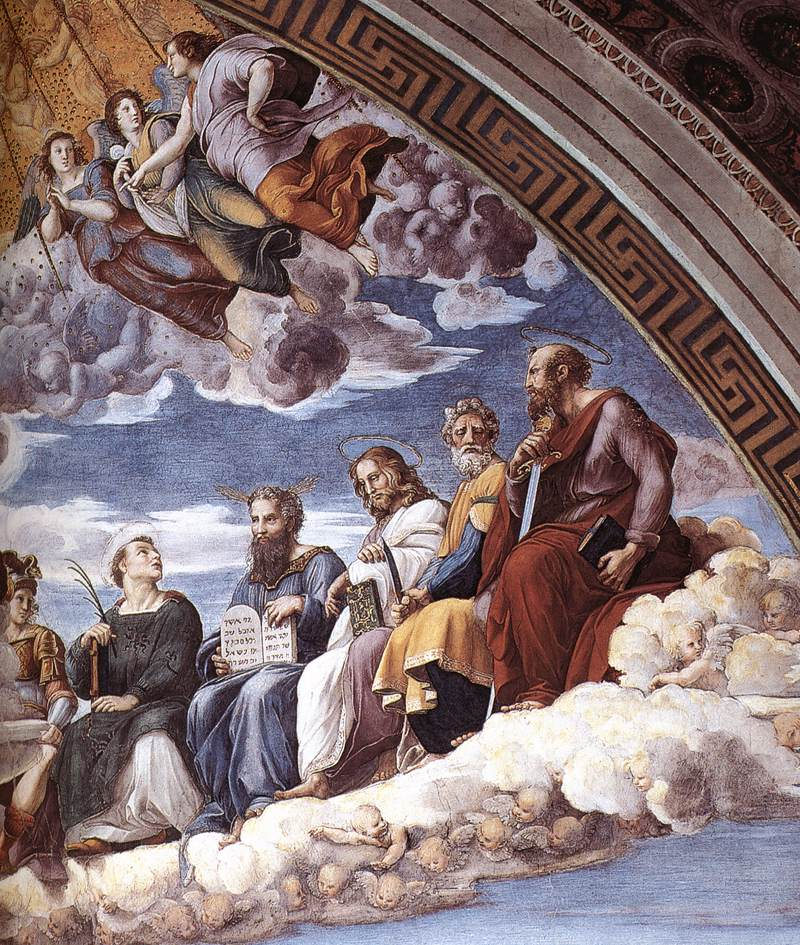
（左から）ヨシュア、ステファノ、モーセ、大ヤコブ、アブラハム、パウロ。

デイシスの左右に着座して描かれている人物は、聖書に登場する人物か、古代の聖人である。旧約聖書の人物には光輪は描かれていないが、使徒、殉教者には光輪が描かれている。
左側（左から）
- ペトロ - 使徒、「天の国の鍵」を持つ姿
- アダム - 最初に創造された人間
- ヨハネ - 使徒、福音記者
- ダビデ - 古代イスラエルの王
- ローマのラウレンティウス - 3世紀の殉教者
- ソロモン - 古代イスラエルの王

右側（左から）
- ヨシュア - 『ヨシュア記』などに登場するユダヤ人の指導者
- ステファノ - キリスト教最初の殉教者とされる1世紀の殉教者
- モーセ - 『出エジプト記』などに登場するユダヤ人の指導者
- 大ヤコブ - 使徒、「ゼベダイの子のヤコブ」とも
- アブラハム - 最初の預言者、全てのユダヤ人の祖
- パウロ - 使徒

### 地上

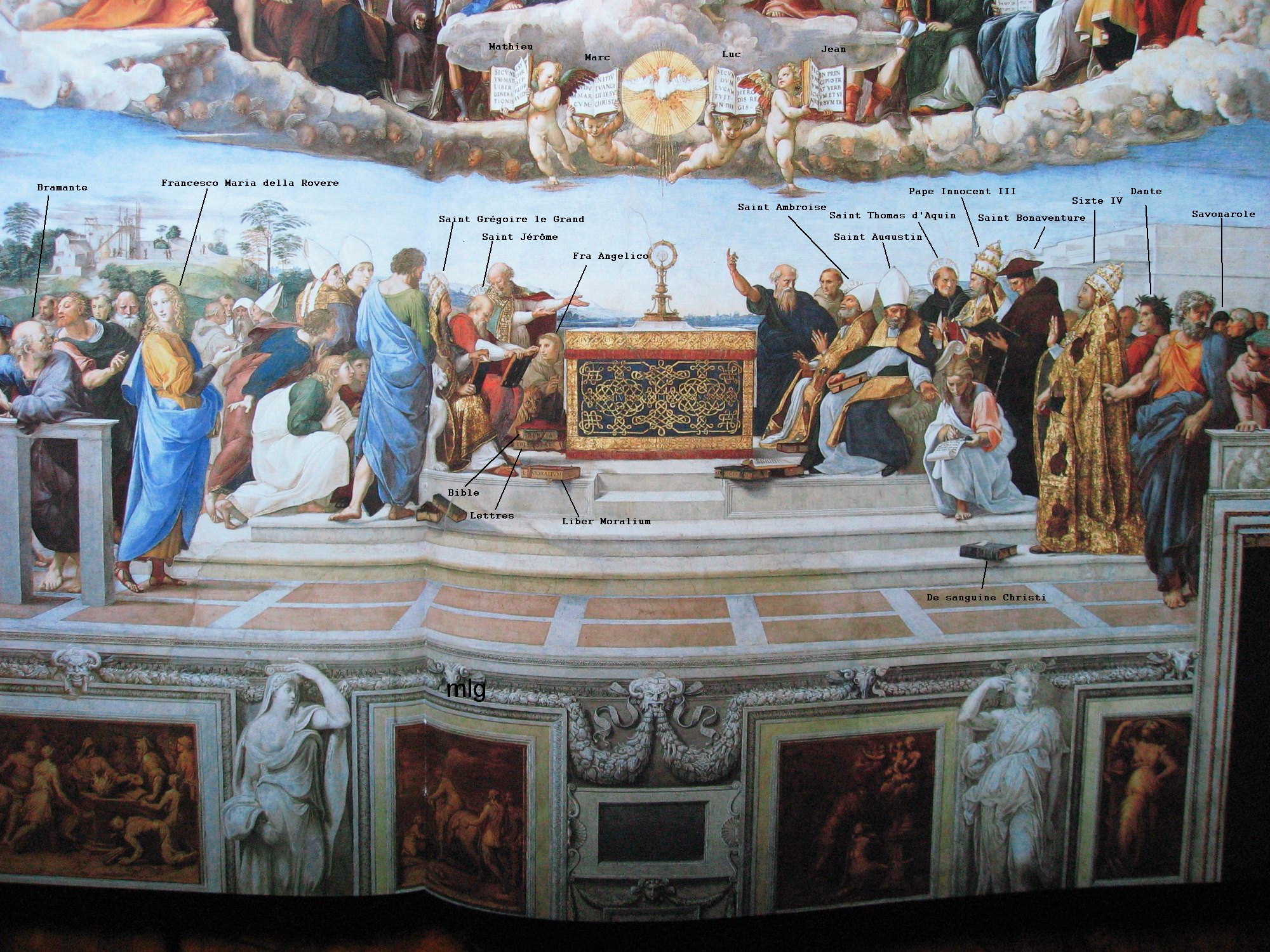

地上には40人近くの人物が描かれているが、誰であるかが分からない者や、諸説のある者もいる。誰であるかが判然としている人物では、いずれも古代末期ないし中世前期の人物である4人の教会博士たち以外は、多くが中世後期からルネサンス期のイタリア人である。上の図で、フランス語で人名が示されている人物は、左から以下の通りである。
- ドナト・ブラマンテ（Bramante：1444年頃 - 1514年）- 建築家：左端、欄干にもたれ掛かる禿頭の人物
- フランチェスコ・マリーア1世・デッラ・ローヴェレ（Francesco Maria della Rovere：1490年 - 1538年）- 軍人、ウルビーノ公：黄色と青の着衣の人物
- グレゴリウス1世（Saint Grégoire le Grand：540年? - 604年）- 教皇、教会博士：着席し、本を開き、中空を見上げる教皇服の人物
- ヒエロニムス（Saint Jérôme：347年頃 - 420年）- ラテン教父、教会博士：着席し、本を開き、本を見つめる禿頭の人物（足元にライオンがいる）
- フラ・アンジェリコ（Fra Angelico：1390年/1395年頃 - 1455年）- 画家：祭壇の左脇にうずくまる修道士

＜祭壇＞
- アンブロジウス（Saint Ambroise：340年? - 397年）- ラテン教父、教会博士：着席し、中空を見上げる白いミトラ（司教冠）と司教服の人物
- アウグスティヌス（Saint Augustin：354年 - 430年）- ラテン教父、教会博士：着席し、脇を見下ろして書記役に指示をする白いミトラ（司教冠）と司教服の人物
- トマス・アクィナス（Saint Thomas d'Aquin：1225年 - 1274年）- スコラ学の神学者、教会博士：黒い服の修道士（ドミニコ会修道士）
- インノケンティウス3世（Pope Innocent III：1161年 - 1216年）- 教皇権全盛期の教皇
- ボナヴェントゥラ（Saint Bonaventure：1221年? - 1274年）- 枢機卿、フランシスコ会総長：立ったまま本を読む人物
- シクストゥス4世（Sixte IV：1414年 - 1484年）- 教皇

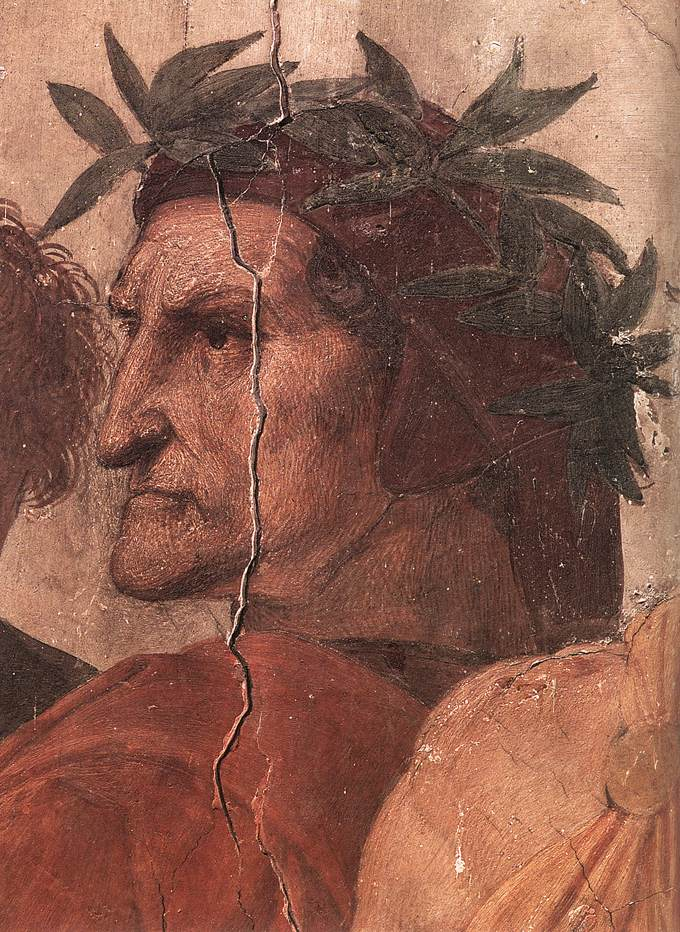
ダンテ・アリギエーリ

- ダンテ・アリギエーリ（Dante：1265年 - 1321年）- 詩人：桂冠を着けた赤い着衣の人物
- ジロラモ・サヴォナローラ （Savonarole：1452年 - 1498年）- フィレンツェ共和国で神権政治の実権を握ったドミニコ会修道士：背景に顔だけが見える黒い頭巾の人物

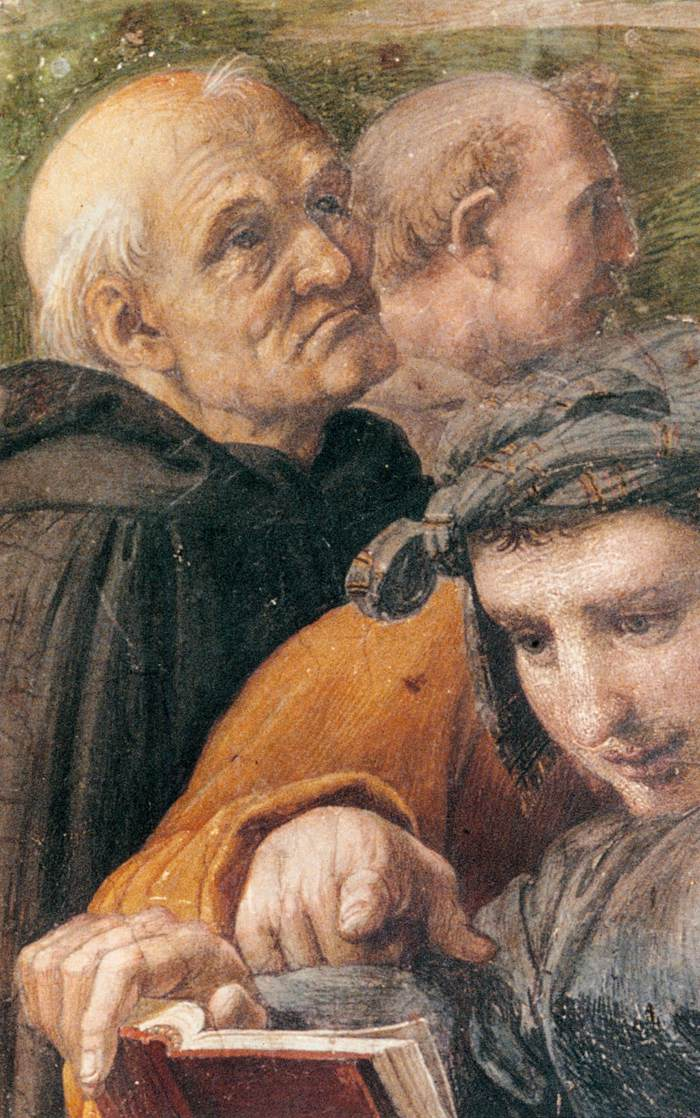
画面左下の部分。

このほか、画面左下の一番左端（上の図では切れている）に描かれた、中空を見上げる黒衣の修道士は、フィレンツェ大司教となったドミニコ会の修道士アントニオ・ピエロッツィ（1389年 – 1459年）とする説がある。